# Hypena insolita
Hypena insolita är en fjärilsart som beskrevs av John Henry Leech 1900. Hypena insolita ingår i släktet Hypena och familjen nattflyn. Inga underarter finns listade i Catalogue of Life.